# Божидар Милојковић
Божидар Милојковић – БАМ (Сремска Митровица, 28. децембар 1952) српски је стрипар, карикатуриста, сценариста и издавач. Творац је антологијских црнохуморних стрипова, увршћених у најбоље југословенске радове 20. века.
Његов црнохуморни албум са Драганом Лазаревићем Acidités de couleur noire представља пресек деценијског рада и посвету мајсторима франко-белгијског стрипа (2016).

## Биографија
У школу у Сремској Митровици полази превремено, са шест година, да би са седам наставио школовање у Београду, родном граду његових родитеља. Тада се среће са Дизнијевим јунацима — Микијем, Пајом и Шиљом — и почиње да их прецртава, самоуко савлађујући уметност и занат стрипа, пошто тада није било специјализованог образовања за стрип у Србији. Завршио је Вишу економску школу у Београду.
Прве карикатуре објављује 1975. у београдском Јежу, а затим и у другим српским/југословенским стрип ревијама, новинама и часописима: Експрес политика, Цртани хумор, Студио, Чворак, Попај, Секси хумор, Хумор на квадрат, Екс алманах, Ју стрип, Политикин Забавник, Контејнер, Финеса и другим. Један је од оснивача стрип магазина Контејнер, те и издавач и аутор стрип ревије Финеса.
Сарађивао са сценаристом Лазарем Одановићем, са којим је креирао стрип „Пацери“. Из Милојковићевог пера настали су и стрипови „Шашавци“, „Шериф“, „Супер пацер“ и колор гегови цртаног хумора, са текстом или без. Радио је и насловнице за часописе и књиге. Био је 1993. кандидат за настављање „Гаше Шепртље“ и „Црних мисли“ Андреа Франкена.
Крајем деведесетих Милојковић привремено напушта стрип. Враћа се у уметност 2007. године, предлажући наставак сарадње дугогодишњем сараднику Драгану Лазаревићу /Драган де Лазаре/. Заједнички су покренули пројекат „ФилмСТРИП“, у којем се светска и српска филмска ремек-дела адаптирају у стрипове. Закључно са 2016. урађени су стрипови (од којих неки чекају објављивање): Маратонци трче почасни круг, Бен-Хур, Тачно у подне, Клеопатра, Дванаест жигосаних и Спартак.
У децембру 2016, у сарадњи са Лазаревићем, Милојковић објављује на француском тржишту албум Acidités de couleur noire који доноси и ретроспективу његових црнохуморних стрипова. Албум је ушао међу најбоље стрипове месеца по избору француских читалаца и колекционара референтног сајта BDgest.
Милојковићев опус је високо вреднован у критици и историографији српског и југословенског стрипа, а посвећена му је и илустрована монографија Драгана Лазаревића Блогографија: БАМова стрип авантура (2015), која постоји у електронском и штампаном облику.

## Признања
- Велика повеља Гашиног сабора (2018), додељују Центар за уметност стрипа Београд при Удружењу стрипских уметника Србије и Дечји културни центар Београд[3]
- Звање Витез од духа и хумора (Гашин сабор, 2018), додељују Центар за уметност стрипа Београд при Удружењу стрипских уметника Србије и Дечји културни центар Београд[3]